# Opiekunowie
Opiekunowie (oryginalny tytuł ang. Watchers) – powieść Deana Koontza z 1987 roku. 

## Opis fabuły
Podczas pożaru w laboratorium genetycznym na wolność wydostają się dwa stworzenia: superinteligentny pies rasy retriever i Obcy, który został stworzony jako maszyna do zabijania i teraz za wszelką cenę chce on zgładzić znienawidzonego towarzysza ucieczki. Psa znajduje Travis, były członek elitarnej jednostki Delta Force; szybko ze swoją nowo poznaną przyjaciółką Norą odkrywają niezwykłe cechy umysłowe zwierzęcia. Za psem podąża jednak wytrwale Obcy, a szlak jego wędrówki znaczą zwłoki ludzi i zwierząt.
Travisowi i Norze, którzy nie rozstają się z psem, grozi śmiertelne niebezpieczeństwo. Niestety nie można uciec przed Obcym, ponieważ łączy go z psem więź telepatyczna. Obu zbiegłych stworzeń szukają też ludzie z Agencji Bezpieczeństwa Narodowego, gotowi na wszystko, byle tylko złapać psa i zabić Obcego.